# Ctenosciaena
Ctenosciaena – rodzaj ryb z rodziny kulbinowatych (Sciaenidae).

## Klasyfikacja
Gatunki zaliczane do tego rodzaju:
- Ctenosciaena gracilicirrhus
- Ctenosciaena peruviana